# Mühlviertel

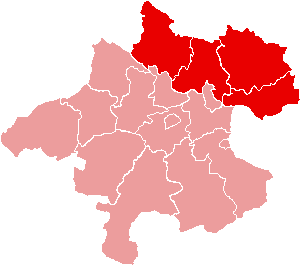
Mapa Horních Rakous s vyznačením Mlýnské čtvrti

Mühlviertel (česky Mlýnská čtvrť) je jednou ze čtyř tradičních historických částí rakouské spolkové země Horní Rakousy. Dříve se tato oblast nazývala Mühlkreis, což je patrné na některých místních názvech — např. obec Rainbach im Mühlkreis.
Své jméno má po řekách Große Mühl (česky Mihela), Kleine Mühl a Steinerne Mühl (česky Horský potok), které touto částí Horních Rakous protékají. V současné době zahrnuje tato historická oblast území těchto okresů: Perg, Freistadt, Rohrbach, Urfahr-okolí.
Dalšími čtvrtěmi v Horních Rakousích jsou Innviertel, Hausruckviertel a Traunviertel.